# Hyptis fruticosa
Hyptis fruticosa là một loài thực vật có hoa trong họ Hoa môi. Loài này được Salzm. ex Benth. mô tả khoa học đầu tiên năm 1833.